# Жеан Лукас
Жеан Лукас Олівейра (порт. Jean Lucas Oliveira, нар. 22 червня 1998, Ріо-де-Жанейро) — бразильський футболіст, півзахисник клубу «Сантус».

## Ігрова кар'єра
Народився 22 червня 1998 року в місті Ріо-де-Жанейро. Вихованець футбольної школи клубу «Фламенго». Дорослу футбольну кар'єру розпочав 2018 року в основній команді того ж клубу, в якій провів півтора сезони, взявши участь у 14 матчах чемпіонату, після чого у першій половині 2019 року на правах оренди грав за «Сантус».
У червні 2019 року за 8 мільйонів євро перейшов у французький «Ліон». Дебютував у Лізі 1 за команду з Ліона 9 серпня 2019 року у грі проти «Монако» (3:0), а вже в наступній грі, 16 серпня проти «Анже» (6:0), бразилець забив перший гол за клуб. Загалом він зіграв 25 матчів за «Ліон» в усіх турнірах, забивши 3 голи. Так і не ставши основним гравцем «ткачів», 12 січня 2021 року був відданий в оренду без права викупу до кінця сезону клубу «Брест», якому допоміг зберегти прописку у вищому дивізіоні.
2 серпня 2021 року Жеан Лукас підписав контракт на 5 років із «Монако». Вартість трансферу угоди склала 11 мільйонів євро плюс 1 мільйон євро бонусів, крім того «Ліон» отримав право на 15 % від суми майбутнього продажу бразильця. Станом на 14 серпня 2021 року відіграв за команду з Монако 2 матчі в національному чемпіонаті.

## Статистика виступів

### Статистика клубних виступів
| Сезон                | Команда              | Чемпіонат            | Чемпіонат | Чемпіонат | Національний кубок | Національний кубок | Національний кубок | Континентальні кубки | Континентальні кубки | Континентальні кубки | Інші змагання | Інші змагання | Інші змагання | Усього | Усього | Усього |
| Сезон                | Команда              | Ліга                 | Ігор      | Голів     | Ліга               | Ігор               | Голів              | Ліга                 | Ігор                 | Голів                | Ліга          | Ігор          | Голів         | Ігор   | Голів  |        |
| -------------------- | -------------------- | -------------------- | --------- | --------- | ------------------ | ------------------ | ------------------ | -------------------- | -------------------- | -------------------- | ------------- | ------------- | ------------- | ------ | ------ | ------ |
| 2018                 | «Фламенго»           | ЛК+A                 | 14+5      | 0         | КБ                 | 2                  | 0                  | ПАК                  | 2                    | 0                    | -             | -             | -             | 23     | 0      |        |
| 2019                 | «Фламенго»           | ЛК+A                 | 0+2       | 0         | КБ                 | 0                  | 0                  | ПАК                  | 0                    | 0                    | -             | -             | -             | 2      | 0      |        |
| Усього за «Фламенго» | Усього за «Фламенго» | Усього за «Фламенго» | 21        | 0         |                    | 2                  | 0                  |                      | 2                    | 0                    |               | -             | -             | 25     | 0      |        |
| 2019                 | «Сантус»             | ЛК+A                 | 9+5       | 0         | КБ                 | 6                  | 0                  | -                    | -                    | -                    | -             | -             | -             | 20     | 0      |        |
| 2019–20              | «Ліон»               | Л1                   | 11        | 1         | КФ+КЛ              | 3+2                | 0+2                | ЛЧ                   | 1                    | 0                    | -             | -             | -             | 17     | 3      |        |
| 2020- січ.2021       | «Ліон»               | Л1                   | 8         | 0         | КФ                 | 0                  | 0                  | -                    | -                    | -                    | -             | -             | -             | 8      | 0      |        |
| Усього за «Ліон»     | Усього за «Ліон»     | Усього за «Ліон»     | 19        | 1         |                    | 5                  | 2                  |                      | 1                    | 0                    |               | -             | -             | 25     | 3      |        |
| січ.-черв.2021       | «Брест»              | Л1                   | 16        | 0         | КФ                 | 1                  | 0                  | -                    | -                    | -                    | -             | -             | -             | 17     | 0      |        |
| 2021–22              | «Монако»             | Л1                   | 1         | 0         | КФ                 | 0                  | 0                  | ЛЧ                   | -                    | -                    | -             | -             | -             | 1      | 0      |        |
| Усього за кар'єру    | Усього за кар'єру    | Усього за кар'єру    | 71        | 1         |                    | 14                 | 2                  |                      | 3                    | 0                    |               | -             | -             | 88     | 3      |        |